# Maasym
Maasym eller Lambda Herculis (λ Herculis, förkortat Lambda Her, λ Her) som är stjärnans Bayerbeteckning, är en jättestjärna belägen i mellersta delen av stjärnbilden Herkules. Den har en skenbar magnitud på 4,4 och är synlig för blotta ögat. Baserat på parallaxmätningar inom Hipparcosuppdraget beräknas den befinna sig på ett avstånd av ca 370 ljusår (113 parsek) från solen.

## Nomenklatur
Lambda Herculis har det traditionella namnet Maasym, vilket betyder "handleden". År 2016 organiserade den Internationella astronomiska unionen en arbetsgrupp för stjärnnamn (WGSN) med uppgift att katalogisera och standardisera riktiga namn för stjärnor. WGSN fastställde namnet Maasym för denna stjärna den 12 september 2016 och detta är nu infört i IAU:s Catalog of Star Names.

## Egenskaper
Maasym är en orange till röd jättestjärna av spektralklass K3.5III. Den har en radie som är ca 27 gånger större än solens och en temperatur i dess ytskikt på ca 4 100 K.
År 1783 beskrev den engelsk-tyske astronomen William Herschel solenspetsen, den punkt på himmelen mot vilken solsystemet rör sig. Med hjälp av data från dubbla stjärnor identifierade han denna position nära Lambda Herculis. Idag är det känt att solens apex inte är så nära denna stjärna, som ligger omkring 10º separerad från den position, som för närvarande accepteras (i Hercules, sydväst om Vega).